# 尼爾·亞歷山大
尼爾·亞歷山大（英語：Neil Alexander；1978年3月10日—）是一位蘇格蘭足球運動員。在場上的位置是守門員。他現在效力於英格蘭足球冠軍聯賽球隊哈茨足球俱樂部。他也代表蘇格蘭國家足球隊參賽。

## 外部連結
- 足球数据库：Neil Alexander的球员统计数据
- Neil Alexander — 蘇格蘭足球協會